# Друга Сремска лига у фудбалу
Друга сремска лига (МОЛ Срем) је фудбалско нижелигашке српско такмичење. У њему се такмичи 16 клубова. Тренутне екипе у сезони 2015/2016 су: ФК Борац Мартинци, ФК Борац Кленак; ПСК Путинци; ФК Јединство Платичево; ФК Граничар Кузмин; ФК Напредак Жарковац; ФК Фрушкогорац; ФК Митрос; ФК Обилић 1993; ФК Хајдук 1932; ФК Борац Стејановци; ФК Омладинац; ФК Слобода Доњи Товарник; ФК Змај Ноћај; ФК Раднички; ФК Слога.
Табела јесени за сезону 2015/2016, након 15 одиграних утакмица је: 
1. ФК Борац Мартинци 35 поена, гол разлика +32;
2. ФК Борац Кленак 35 поена, гол разлика +28;
3. ФК Митрос 33 поена, гол разлика + 18;
4. ФК Фрушкогорац 30 поена, гол разлика +25;
5. ФК Обилић 1993 27 поена, гол разлика +27;
6. ФК Јединство Платичево 27 поена, гол разлика +16;
7. ПСК Путинци 26 поена, гол разлика + 25;
8. ФК Напредак Жарковац 26 поена, гол разлика +15;
9. ФК Слобода Доњи Товарник 24 бода, гол разлика +11;
10. ФК Омладинац 20 поена, гол разлика -7;
11. ФК Граничар Кузмин 19 поена, гол разлика +11;
12. ФК Раднички 11 поена, гол разлика -26;
13. ФК Змај Ноћај 10 поена, гол разлика -14;
14. ФК Слога 9 поена, гол разлика -31;
15. ФК Борац Стејановци 7 поена, гол разлика -39;
16. ФК Хајдук 1932 0 поена, гол разлика -91.